# Remington 870
Remington Model 870 je američka sačmarica koju proizvodi Remington Arms Company. Najčešće se koristi za sportsko streljaštvo, lov i za samoobranu. Također ju koriste vojne organizacije i ostale službe. Više od 9 milijuna civila je posjeduju.

## Razvoj
Sačmarica Remington 870 je četvrti glavni projekt u nizu Remingtonovih sačmarica - pumperica. John Pedersen je dizajnirao krhku sačmaricu Remington Model 10 koja se više ne proizvodi te je kasnije poboljšao u modelu Remington Model 29. John Browning je dizajnirao Remington Model 17 (sačmaricu koju je pridobila druga tvrtka Ithaca i imenovala je M17 kao Ithaca 37), koja je služila kao temelj modela Remington 31. Model 31 je bio hvaljen, ali se mučio u prodaji zbog Winchestera Model 12. Remington je nastojao u 1949. uvesti modernu, pojednostavljenu sačmaricu koja je pouzdana za uporabu i koja je relativno jeftina - M870. Ta sačmarica je još u proizvodnji i njezina prodaja je stabilna. 1996.-e, počinje proizvodnja osnovnih Express modela, kojim su smanjene cijene kao alternativa Wingmasterovoj liniji, prodano je oko 7 000 000 primjeraka. 13. travnja, 2009. proizveden je deset milijunti model 870, a 870 drži rekord za najprodavaniju sačmaricu na svijetu.

## Detalji dizajna
M870 se puni ispod, potrošena čahura izbaciuje se iz cijevi kroz otvor s bolt vijkom na desnoj strani, 870 sadrži tubularni spremnik ispod cijevi i unutarnji čekić ("kokot") za udarnu iglu. Proizvodnja 870-ica više od 30 godina imala je dizajn kojim korisnik može namjestiti na jedno-taktnu akciju bez da "ispumpa" (od toga naziv "pumperica") čahuru van, ili na pump-akciju gdje se treba povući drška da se izbaci patrona.

## Varijante
Postoje stotine verzija Remingtona 870 od 12 ga. do .410 bore kalibara. Remington proizvodi desetke modela, za civile, vojnu i policijsku prodaju. 
Inačice M870:

• Wingmaster - Ima usadnike s jakim sjajem od čelika obojenog u plavo. Ti modeli se nude u Skeet, Trap i lovačkim konfiguracijama. Prije uvođenja policijskog model 870, zamijenjeni Wingmaster je bio popularan kod policije.
• Police - Fosfatizirani čelik, ima usadnike od očvršćenog drva ili sintetike. Ova verzija jače i brže ispaljuje. Policijski modeli često imaju produženu tubularnu cijev za patrone.
• Marine - Niklovani M870 s crnim sintetičkim usadnikom.
• Express - Model s laminiranim drvenim kundakom ili sintetičkim, svi Express modeli su napravljeni za 12 i 20 gauge patrone.
• MCS (Modular Combat Shotgun) - Modularna borbena sačmarica, verzija M870 na kojoj se brzo može modificirati s drugim cijevima i za različite namjene kao što je urbana borba i rušenje/razvaljivanje vrata.

## Korisnici
| Država                 | Organizacija |
| ---------------------- | --- |
| Australija             | Australska zaštitna služba (ADF, Australian Defence Force) |
| Austrija               | EKO Cobra |
| Bangladeš              | Oružane snage Bangladeša |
| Kanada                 | Kanadske snage (Canadian Forces) York regionalna policija (YRP, York Regional Police) Policija Toronta (TPS, Toronto Police Service, Metropolitan Toronto Police) Kraljevska kanadska teritorijalna policija (RCMP, Royal Canadian Mounted Police)                   |
| NR Kina                | Proizvodi nelicencirane kopije - Norinco HP9-1 koje koristi PLA (People's Liberation Army) |
| Finska                 | Finska vojska |
| Njemačka               | Bundeswehr |
| Grčka                  | Specijalna anti-teroristička jedinica (EKAM, Ειδική Κατασταλτική Αντιτρομοκρατική Μονάδα) |
| Hong Kong              | Policija Hong Konga i policijska taktička jedinica Hong Konga |
| Mađarska               | Oružane snage Mađarske |
| Irska                  | Vojni rendžeri (ARW, Army Ranger Wing) |
| Izrael                 | IDF |
| Južna Koreja           | Specijalna mornarička flotila |
| Luksemburg             | Unité Spéciale de la Police |
| Malezija               | Malezijske jedinice za specijalne operacije (Pasukan Operasi Khusus Malaysia) |
| Švedska                | Oružane snage Švedske |
| Švicarska              | Oružane snage Švicarske |
| Ujedinjeno Kraljevstvo | Specijalne postrojbe UK-a, tamo je M870 znan kao L7RA1 |
| SAD                    | Granična ophodnja SAD-a Ministarstvo obrazovanja Sjedinjenih Američkih Država Američka vojska Tajna služba SAD-a Carinarnica SAD-a Razne policijske postaje poput kalifornijske prometne ophodnje (od 1965.), SWAT jedinice Arizone i policijski odjel u Sparti u NJ |